# John Norris
Sir John Norris (1670 – 13. června 1749, Hemsted Park, Anglie) byl britský admirál a úspěšný námořní vojevůdce válek 17. a 18. století. Vynikl ve válce o španělské dědictví, kdy dosáhl hodnosti admirála (1709). Později působil i jako diplomat v Rusku, byl také aktivním politikem jako dlouholetý poslanec Dolní sněmovny. V roce 1734 byl povýšen na velkoadmirála a v letech 1734–1744 byl vrchním velitelem britského loďstva.

## Kariéra

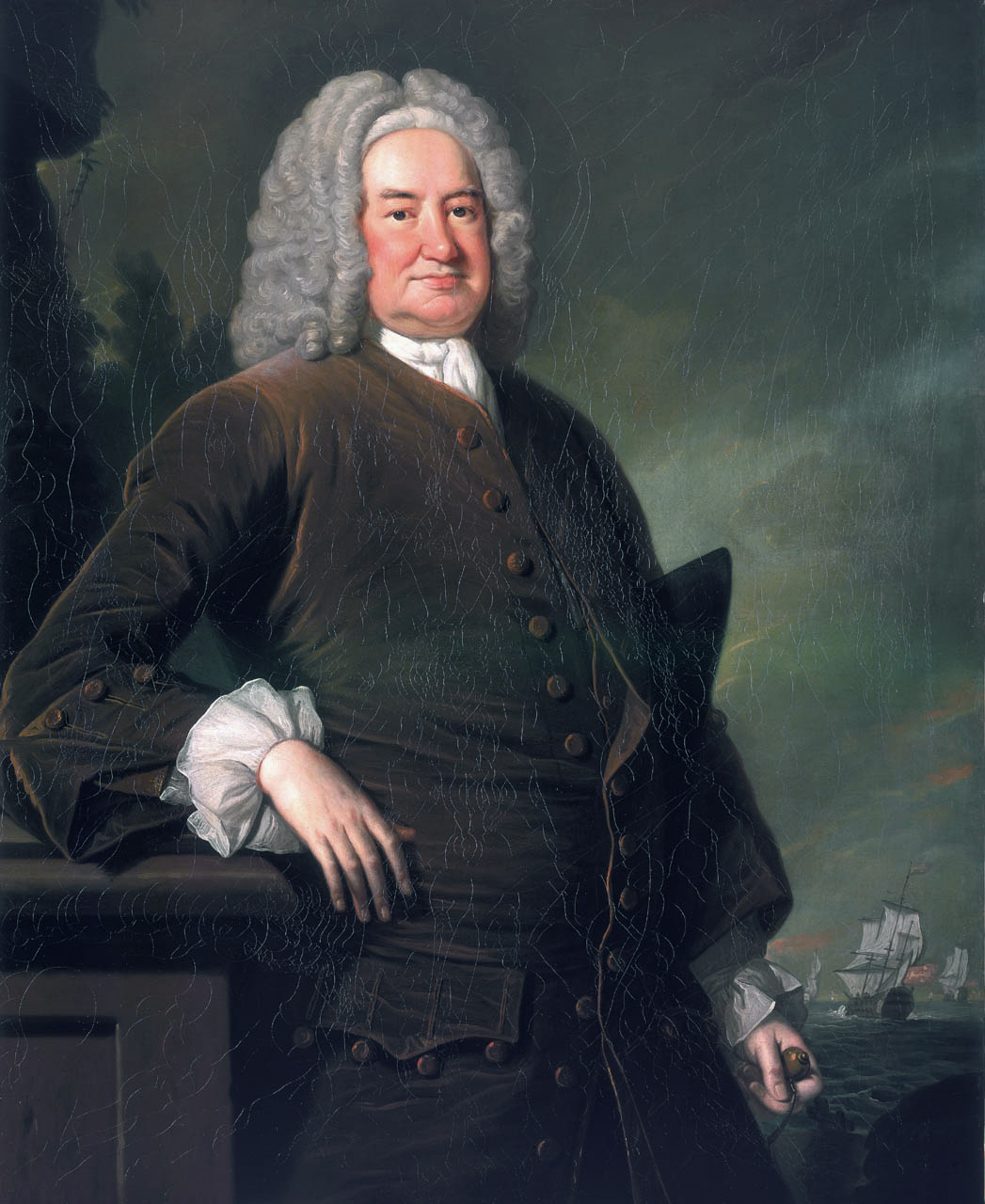
Velkoadmirál Sir John Norris (1735)

Pocházel z obchodnické rodiny irského původu, v námořnictvu sloužil od dětství (1680), rychlého postupu dosáhl v nástupnických bojích po Slavné revoluci, kdy byl povýšen na poručíka (1689) a kapitána (1690). Za devítileté války sloužil ve Středomoří, v letech 1697–1698 byl jako guvernér v Newfoundlandu pověřen obranou anglických kolonií v Kanadě. Po neúspěchu bojů proti Francouzům se vrátil do Anglie a na jaře 1699 byl z námořnictva propuštěn. Téhož roku se oženil s Elizabeth Aylmer (1682–1763), dcerou admirála Matthewa Aylmera, což předurčilo jeho další kariéru za války o španělské dědictví.
Na počátku války o španělské dědictví dostal jako kapitán pod velení vlastní loď, zúčastnil se tažení do Cádizu, bitvy u Malagy a dobytí Barcelony. V roce 1705 byl povýšen do šlechtického stavu, v roce 1707 byl povýšen na kontradmirála a stal se zástupcem vrchního velitele ve Středomoří. Jako velitel lodi Torbay byl přítomen ztroskotání části britské flotily u souostroví Scilly a smrti admirála Shovella. V návaznosti na to byl Norris povýšen na viceadmirála (1708), a i když formálně zůstával velitelem ve Středomoří, převzal osobně velení flotily v Baltském moři a v roce 1709 byl povýšen na admirála. V roce 1708 byl zvolen do Dolní sněmovny a poslancem zůstal čtyřicet let až do své smrti, politicky patřil k whigům. Po nástupu Harleyovy vlády byl odvolán z postu velitele ve Středomoří (1711), poté se aktivně věnoval politice jako poslanec, sledoval vývoj války a angažoval se v záležitostech námořnictva.

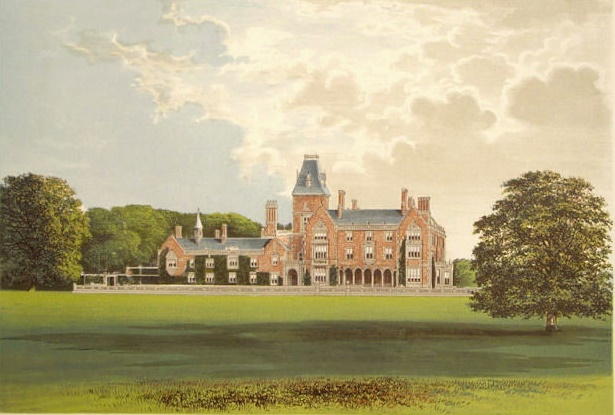
Zámek Hemsted Park (Kent), sídlo admirála Norrise od roku 1718

Po válce o španělské dědictví byl pověřen ochranou britských obchodních zájmů v Severním a Baltském moři. V letech 1715–1718 působil příležitostně diplomaticky v Rusku, ale neměl statut vyslance. Když v rámci severní války převzal car Petr I. osobně velení koaličního loďstva vypraveného proti Švédsku, admirál Norris se stal jeho zástupcem (1718), později byl britským komisařem při mírových jednáních v Nystadu. V letech 1718–1730 byl lordem admirality, z toho v letech 1727–1730 fakticky zastával funkci prvního námořního lorda. Po roce 1730 přešel do opozice proti Walpolově vládě, v roce 1734 přesto dosáhl hodnosti velkoadmirála (Admiral of the Fleet). V letech 1734–1744 byl vrchním velitelem britského loďstva, během války o Jenkinsovo ucho osobně velel v kanálu La Manche, v roce 1739 byl jmenován členem Tajné rady. Během války o rakouské dědictví byl v roce 1744 pověřen obranou britského pobřeží před chystanou francouzskou invazí. Francouzské loďstvo však bylo zničeno v bouři a Norris téhož roku odešel do výslužby. Do smrti zastával čestný post viceadmirála Velké Británie (1736–1749) a zůstal také poslancem Dolní sněmovny.
Jeho sídlem byl zámek Hemsted Park (Kent), který koupil v roce 1718 od rodiny Guldefordů. Věnoval se zde úpravám parku a rozšiřování pozemků, na tomto zámku také zemřel. Panství prodali potomci v roce 1780, později zámek vlastnil významný státník Gathorne Hardy. Z manželství s Elizabeth Aylmer měl admirál Norris pět dětí, z nichž dcera Lucy se provdala do spřízněného rodu Aylmerů. Nejstarší syn John (1702–1767) byl poslancem Dolní sněmovny, další synové sloužili u námořnictva, Henry Norris (1710–1764) dosáhl hodnosti viceadmirála.